# Parotis prasinalis
Parotis prasinalis is een vlinder uit de familie van de grasmotten (Crambidae). De wetenschappelijke naam van deze soort is voor het eerst voorgesteld als Botys prasinalis door Max Saalmüller in een publicatie uit 1880.

## Verspreiding
De soort komt voor in Kameroen, Kenia, Angola, Zimbabwe, Zuid-Afrika, Eswatini, de Comoren (Grande Comore, Mayotte), de Seychellen (Mahé, Silhouette, Félicité) en Madagaskar.

## Waardplanten
De rups leeft op Tabernaemontana divaricata	(Apocynaceae).